# Harald Hirschsprung
Harald Hirschsprung (Copenhague, 14 de diciembre de 1830 - 11 de abril de 1916) fue un médico danés que en 1886 describió el megacolon agangliónico, enfermedad que lleva su nombre desde entonces.
Hirschsprung, fue un destacado estudiante durante la secundaria, decidió convertirse en un doctor en vez de hacerse cargo de la fábrica de tabaco de su padre. Pasó su examen de admisión para la universidad en 1848 y aprobado el examen de estado en 1855. Estaba interesado en las enfermedades poco comunes.
Se convirtió en el primer pediatra danés en 1870, año en el cual fue asignado a un hospital para los recién nacidos. En 1879, fue nombrado médico jefe del hospital de niños de la reina Luisa, que se inauguró en 1879. Fue nombrado catedrático de pediatría en 1891.